# 麻栗坡県
麻栗坡県（まりつは-けん）は中華人民共和国雲南省文山チワン族ミャオ族自治州に位置する県。

## 行政区画
下部に4鎮、6郷、1民族郷を管轄する。
- 鎮
  - 麻栗鎮、大坪鎮、董干鎮、天保鎮
- 郷
  - 下金廠郷、八布郷、六河郷、楊万郷、鉄廠郷、馬街郷
- 民族郷
  - 猛硐ヤオ族郷